# Petrus Chrysologus
De heilige Petrus Chrysologus (Grieks: Άγιος πέτρος ο Χρυσόλόγος, Agios Petros Chrysologos) (Imola, ? (rond 380) - 11 juli 450) was aartsbisschop van Ravenna. In 1729 verhief paus Benedictus XIII hem tot kerkleraar.

## Opleiding
Petrus Chrysologus was diaken in Forum Cornelii, vandaag de Italiaanse stad Imola. Zijn opleiding, doop en wijding tot diaken had Petrus te danken aan de bisschop van Imola, de heilige Cornelius van Imola. Dankzij Cornelius had Petrus letteren en rechten gestudeerd in de klerikale scholen van Ravenna en Bologna.

## Ravenna
Paus Sixtus III benoemde Petrus in 433 tot bisschop van Ravenna, de nieuwe residentiestad van de West-Romeinse keizers. Na de verheffing van Ravenna tot aartsbisdom werd hij automatisch aartsbisschop. Petrus was een vertrouweling van paus Leo de Grote en werd beschermd door de machtige vrouw aan het hof van Ravenna, keizerin Galla Placidia. Van zijn werken zijn vooral preken bewaard gebleven. Aan zijn prediking dankt hij ook zijn bijnaam Chrysologus (Grieks voor met het gulden woord). Zijn hagiografie beschrijft de verwondering van toehoorders die luisteren naar Petrus' welbespraaktheid. Eén toehoorder was de bisschop van Metz, Adelphus, op bezoek in Ravenna. Petrus was de bouwheer van de Basilica Petriana, een van de eerste kerken in Ravenna. De kerk was gelegen in Classe, de marinehaven van Ravenna en werd door een aardbeving vernield in de 8ste eeuw. Petrus richtte een huis voor de clerus in, genaamd Canonica Chrysologi, waarin hij enige monastieke regels toepaste op de inwonende clerus van zijn nieuw aartsbisdom. Hij was aanwezig bij de begrafenis van de heilige Germanus van Auxerre op 31 juli 448. In datzelfde jaar 448 vond in Constantinopel een synode plaats die de monofysitische ideeën en dus de monofysiet Eutyches veroordeelde. Eutyches zocht steun bij Petrus Chrysologus. Petrus volgde evenwel zijn baas Leo de Grote op het woelige concilie van Efeze (449).

## Overlijden
Hij overleed in 450, op 11 juli, tijdens een bezoek aan zijn vertrouwde stad Imola. 
Vroeger was 2 december zijn feestdag, maar tegenwoordig 30 juli.

## Verzamelde werken
Vierhonderd jaar later verzamelde een zekere bisschop Felix van Ravenna, 166 homilieën toegeschreven aan Petrus Chrysologus. Deze handelen over Johannes de Doper en Maria, alsook over het Apostolisch Credo. In de 16de en 17de eeuw, toen de boekdrukkunst ter beschikking stond, gaven Italiaanse uitgevers verschillende van zijn geschriften uit. In de 19de eeuw volgde een Duitse uitgever met Duitse vertalingen van de homilieën.
- Bibsys: 90882131
- Bibliothèque nationale de France: cb13327855p (data)
- Catàleg d'autoritats de noms i títols de Catalunya: 981058513868306706
- Gemeinsame Normdatei: 118993631
- International Standard Name Identifier: 0000 0004 4883 5939
- Library of Congress Control Number: n82239262
- Nationale Bibliotheek van Tsjechië: mzk2003199520
- Nationale bibliotheek van Australië: 61543584
- Nationale Bibliotheek van Israël: 987007337472305171
- Nationale Bibliotheek van Polen: a0000002245370
- Nationale en Universitaire bibliotheek Zagreb: 000234408
- Nederlandse Thesaurus van Auteursnamen: 074192833
- Réseau des bibliothèques de Suisse occidentale: 02-A000129846
- Istituto Centrale per il Catalogo Unico: SBLV127575
- SNAC: w63b66px
- Système universitaire de documentation: 035663286
- Trove: 1844095
- Virtual International Authority File: 88069141

Albertus de Grote · Alfonsus van Liguori · Ambrosius van Milaan · Anselmus van Canterbury · Antonius van Padua · Athanasius van Alexandrië · Augustinus van Hippo · Basilius de Grote · Beda Venerabilis · Bernardus van Clairvaux · Bonaventura van Bagnoregio · Catharina van Siena · Cyrillus van Alexandrië · Cyrillus van Jeruzalem · Efrem de Syriër · Franciscus van Sales · Gregorius de Grote · Gregorius van Narek · Gregorius van Nazianze · Hiëronymus van Stridon · Hilarius van Poitiers · Hildegard van Bingen · Ireneüs van Lyon · Isidorus van Sevilla · Johannes Chrysostomus · Johannes Damascenus · Johannes van het Kruis · Laurentius van Brindisi · Leo de Grote · Petrus Canisius · Petrus Chrysologus · Petrus Damiani · Robertus Bellarminus · Theresia van Ávila · Theresia van Lisieux · Thomas van Aquino